# 16. oktober
16. oktober je 289. dan leta (290. v prestopnih letih) v gregorijanskem koledarju. Ostaja še 76 dni.

## Dogodki
- 1793 – obglavljena Marija Antoaneta
- 1846 – William T. G. Morton v Bostonu prvič javno prikaže narkozo z etrom
- 1813 – začetek »bitke narodov« pri Leipzigu
- 1941 – Hideki Tojo sestavi novo japonsko vlado
- 1945 – ustanovljena organizacija OZN za hrano in kmetijstvo FAO
- 1946 – usmrčenih deset nürnberških obsojencev
- 1978 – Karol Józef Wojtiła postane papež Janez Pavel II.
- 1986 – Reinhold Messner z vzponom na Lhotse osvoji vseh 14 osemtisočakov
- 1991 – George Jo Hennard v teksaškem kraju Killeen ustreli 22 ljudi in jih 20 rani
- 1998 – Jelko Kacin med parlamentarno sejo z zvitim časopisom udari Iva Hvalico

## Rojstva
- 1351 – Gian Galeazzo Visconti, milanski vojvoda († 1402)
- 1726 – Daniel Nikolaus Chodowiecki, nemški slikar poljskega rodu († 1801)
- 1801 – Josip Jelačić, hrvaški politik, vojak, ban († 1859)
- 1818 – Wenxiang, kitajski državnik († 1876)
- 1842 – Josip Stare, slovenski publicist, zgodovinar, pisatelj († 1907)
- 1854 – Oscar Wilde, irski pisatelj, pesnik, dramatik († 1900)
- 1854 – Karl Kautsky, nemški teoretik socialne demokracije († 1938)
- 1861 – James Bagnell Bury, britanski zgodovinar, jezikoslovec († 1927)
- 1877 – Bjørn Helland-Hansen, norveški oceanograf († 1957)
- 1886 – David Ben Gurion, izraelski predsednik vlade († 1973)
- 1888 – Eugene Gladstone O'Neill, ameriški dramatik († 1953)
- 1892 – Roberto Farinacci, italijanski fašistični politik († 1945)
- 1904 – Alfonz Gspan, slovenski književni zgodovinar, pesnik († 1977)
- 1908 – Enver Hoxha, albanski voditelj († 1985)
- 1918 – Louis Althusser, francoski marksistični filozof († 1990)
- 1919 – Kathleen Winsor, ameriška pisateljica († 2003)
- 1927 – Günter Grass, nemški pisatelj, nobelovec 1999
- 1930 – John Polkinghorne, angleški, fizik, teolog
- 1944 – Janez Zupet, slovenski duhovnik, biblicist in prevajalec († 2016)
- 1947 – Fanika Požek, slovenska besedilopiska in pesnica († 2019)
- 1949 – Božo Cerar, slovenski pravnik in diplomat
- 1970 – Mehmet Scholl, nemški nogometaš
- 1974 – Paul Kariya, kanadski hokejist
- 1975 – Dejan Vedlin, radijski voditelj in odgovorni urednik Totega radia
- 1985 – Casey Stoner, avstralski motociklistični dirkač
- 1990 – Jóhanna Guðrún Jónsdóttir, islandska pevka

## Smrti
- 955 – Stojgnev, knez Obodritov (* ni znano)
- 1190 – Ludvik III., deželni grof Turingije, križar (* 1151)
- 1323 – Amadej V., savojski grof (* 1249)
- 1333 – protipapež Nikolaj V. (* 1260)
- 1355 – Ludvik Sicilski, kralj (* 1337)
- 1375 – Paolo Alboino della Scala, vladar Verone (* 1343)
- 1382 – Michele Morosini, beneški dož (* 1308)
- 1649 – Isack van Ostade, nizozemski slikar (* 1621)
- 1655 – Josip Salomon Delmedigo, judovski astronom, filozof, zdravnik, matematik, pisatelj, glasbeni teoretik (* 1591)
- 1774 – Robert Fergusson, škotski pesnik (* 1750)
- 1791 – Grigorij Aleksandrovič Potemkin, ruski maršal, državnik (* 1739)
- 1946:
  - Joachim von Ribbentrop, nemški zunanji minister (* 1893)
  - Hans Frank, nemški nacistični uradnik (* 1900)
  - Alfred Rosenberg, nemški nacistični uradnik (* 1893)
  - Wilhelm Keitel, nemški feldmaršal (* 1882)
  - Arthur Seyß-Inquart, avstrijski nacistični politik, kancler (* 1892)
  - Ernst Kaltenbrunner, avstrijski nacistični uradnik (* 1903)
- 1959 – George Catlett Marshall, ameriški vojaški poveljnik, državnik, nobelovec 1953 (* 1880)
- 1962 – Gaston Bachelard, francoski filozof (* 1884)
- 1981 – Moše Dajan, izraelski general, politik (* 1915)
- 1982 – Jakov Gotovac, hrvaški skladatelj (* 1895)
- 1982 – Mario del Monaco, italijanski tenorist (* 1915)
- 1998 – Jonathan Bruce Postel, ameriški računalnikar (* 1943)
- 2007 – Toše Proeski, makedonski pevec (* 1981)
- 2011 – Dan Wheldon (* 1978)
- 2013 – Ed Lauter, ameriški igralec in stand-up komik (*1938)
- 2024 – Liam Payne, angleški pevec in nekdanji član skupine One direction (* 1993)

## Prazniki in obredi
- svetovni dan hrane